# Аг Була, Рисса
Рисса Аг Була (фр. Rhissa Ag Boula; род. 1957, Чирозерин, Агадес) — государственный и политический деятель Нигера. Был лидером повстанческих группировок во время Туарегского восстания (1990—1995) и Туарегского восстания (2007—2009). C 1996 по 1999 год был министром туризма Нигера, а затем, после небольшого перерыва, с 1999 по 2004 год. В 2004 году был арестован по обвинению в убийстве, что спровоцировало вооружённый конфликт между его сторонниками и правительством страны. Стал одним из политических лидеров Нигера после подписания мирного соглашения в 1995 году, но в 2007 году вновь присоединился к повстанцам и в 2008 году создал свою собственную коалицию, находясь за границей. В 2009 году участвовал в мирном урегулировании Туарегского восстания, а в 2010 году был арестован после возвращения в Нигер.

## Биография
В 1990-х годах был лидером «Фронта освобождения Аира и Азауака», одной из двух основных повстанческих туарегских группировок. Вместе с Мано Даяком стал лидером «Организации вооружённого сопротивления», которая заключила мирное соглашение с правительством Нигера. 15 апреля 1995 года было подписано мирное «Уагадугское соглашение», а в 1996 году произошел государственный переворот в Нигере и Рисса Аг Була начал свою политическую деятельность в правительстве страны при президенте Ибрагиме Баре Майнассаре: с 1996 по апрель 1999 года занимал должность министра туризма Нигера и выступал за расширение международного туризма в регионе Агадес. После государственного переворота 1999 года и возвращения к демократии был снова назначен министром туризма при президенте Мамаду Тандже. Входил в состав исполнительного органа партии «Союз за демократию и социальный прогресс» (UDPS) с 1990 по 2005 год, а затем был председателем партии с 2005 по 2008 год.
В 2004 году был обвинён в соучастии в убийстве активиста правящей партии «Национального движения за общество развития» Адама Аманге в Чирозерине. 13 февраля 2004 года был уволен с поста министра, а 14 июля был осужден за заказное убийство трёх мужчин. Начиная с июля 2005 года несколько бывших повстанцев-туарегов во главе с братом Риссы — Мохамедом Аг Була начали серию атак на севере страны, кульминацией которых стало похищение трех нигерских полицейских и одного солдата с требованием освободить бывшего министра. Переговоры в Ливии привели к временному освобождению Риссы Аг Булы в марте 2005 года, через месяц после возвращения заложников.
В 2007 году в северной части Нигера вспыхнуло новое восстание, отчасти из-за того, что положения мирного соглашения 1995 года не соблюдались. Рисса Аг Була сначала пытался выступить посредником от имени повстанцев, находясь в изгнании в Европе. В январе 2008 года объявил о присоединении к повстанческому движению, что вызвало осуждение правительства в Ниамее. Оправдательный приговор по обвинениям 2004 года был отменен, и суд заочно признал его виновным в убийстве. 13 июля 2008 года суд Нигера приговорил Риссу Аг Булу к смертной казни. В конце 2008 года он объявил, что формирует своё повстанческое движение «FFR». В 2009 году движение «FFR» присоединилось к мирному процессу, спонсируемому Ливией, который привел к окончанию конфликта в мае 2009 года и общей амнистии для всех за преступления, совершенные в ходе военных действий.
18 февраля 2010 года в Нигере произошел государственный переворот. Рисса Аг Була и другие бывшие лидеры повстанцев вернулись в Ниамей, оказывая давление на военную хунту с целью ускорить реабилитацию участников военных действий. 29 марта 2010 года был арестован в Ниамее вместе с майором Киндо Задой, который перешел на сторону повстанцев в 2007 году. Пресса предположила, что они задержаны за преступления, не связанные с восстанием туарегов 2007—2009 годов.
В январе 2011 года был избран Региональным советником Агадеса на четыре года, а в сентябре 2011 года назначен советником президента Махамаду Иссуфу. В сентябре 2011 года был замечен во главе большого конвоя, въезжающего в Нигер из Ливии, состоящего из более чем дюжины пикапов с вооружёнными ливийскими военными. Рисса Аг Була отрицает, что был в составе конвоя. В 2012 году осудил начало Туарегского восстания в Мали. В 2024 году Рисса Аг Була получает статус просительницы убежища во Франции..